# Karrie Webb
Karrie Ann Webb AO (* 21. Dezember 1974 in Ayr, Queensland) ist eine australische Profigolferin.
Webb wurde 2001 zur Weltsportlerin des Jahres gewählt. Vorwiegend spielt Webb in der LPGA Tour in den Vereinigten Staaten. Des Weiteren spielt sie ein- oder zweimal im Jahr in der ALPG Tour in ihrem Heimatstaat Australien. Webb ist Mitglied der australischen Amateurmannschaft und nahm als Mannschaftsmitglied zwischen 1992 und 1994 an sechs internationalen Wettkämpfen teil, unter anderem 1994 an der Espirito Santo Trophy der World Amateur Golf Team Championships. 1994 wurde sie des Weiteren Australian Strokeplay Champion. Webb lebt offen homosexuell in den Vereinigten Staaten und ihre Lebensgefährtin war vier Jahre lang die Profigolferin Kelly Robbins.